# Мало Поле
Мало Поле (на словенски: Malo Polje) е село в Словения, регион Горишка, община Айдовшчина. Според Националната статистическа служба на Република Словения през 2015 г. селото има 70 жители.